# Mondovi (Wisconsin)
Mondovi é uma cidade localizada no estado norte-americano de Wisconsin, no Condado de Buffalo.

## Demografia
Segundo o censo norte-americano de 2000, a sua população era de 2634 habitantes.
Em 2006, foi estimada uma população de 2638, um aumento de 4 (0.2%).

## Geografia
De acordo com o United States Census Bureau tem uma área de
9,9 km², dos quais 9,8 km² cobertos por terra e 0,1 km² cobertos por água.

## Localidades na vizinhança
O diagrama seguinte representa as localidades num raio de 32 km ao redor de Mondovi.